# Географія Філіппін
Філіппіни — південносхідноазійська острівна країна, що займає великий архіпелаг поблизу південно-східного узбережжя континенту . Загальна площа країни 300 000 км² (73-тє місце у світі), з яких на суходіл припадає 298 170 км², а на поверхню внутрішніх вод — 1 830 км². Площа країни вдвічі менша за площу України, трохи більша за площу штату Аризона. 

## Етимологія
Офіційна назва — Республіка Філіппіни, Філіппіни (ісп. Republika ng Pilipinas, Pilipinas; тагал. Pilipinas). Назва країни походить від назви однойменного архіпелагу Філіппінські острови. Спочатку іспанський дослідник і мореплавець Руї Лопес де Вільялобос під час експедиції 1543 року на честь тодішнього астурійського принца, майбутнього іспанського короля Філіпа II назвав Філіппінськими (ісп. Las Islas Filipinas) лише два острови — Лейте і Самар. Згодом це ім'я поширилось на весь архіпелаг, який був відкритий 1521 року Фернаном Магелланом під час його навколосвітньої подорожі і названий островами Сан-Лазаро (ісп. San Lázaro), на честь християнського свята Святого Лазаря. На іспанських картах також використовувалась назва Західні острови (ісп. Islas del Poniente). Під час філіппінської революції, було проголошено про створення Філіппінської республіки (ісп. República Filipina). У період іспано-американської та філіппінсько-американської війн американська колоніальна адміністрація використовувала термін Філіппінські острови Philippine Islands. Під час американського панування стала стверджуватися сучасна назва Філіппіни.

## Географічне положення
Філіппіни — південносхідноазійська острівна країна, що не має сухопутного державного кордону. Філіппіни на заході омиваються водами Південнокитайського моря, на сході — Філіппінського, на південному заході — водами моря Сулу, на півдні — моря Сулавесі Тихого океану. Філіппіни займають територію, яка тягнеться з півночі на південь на 1850 км. Архіпелаг знаходиться на відстані близько 800 км від материка, на півночі від нього острів Тайвань (острів), на південний захід — острів Калімантан Малайського архіпелагу (Індонезія). Загальна довжина морського узбережжя 36,29 тис. км.

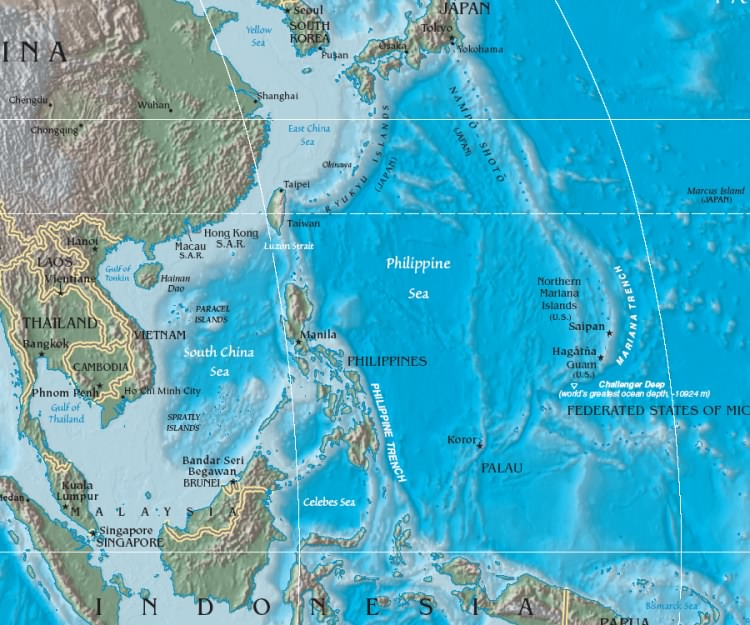
Географічне положення Філіппін
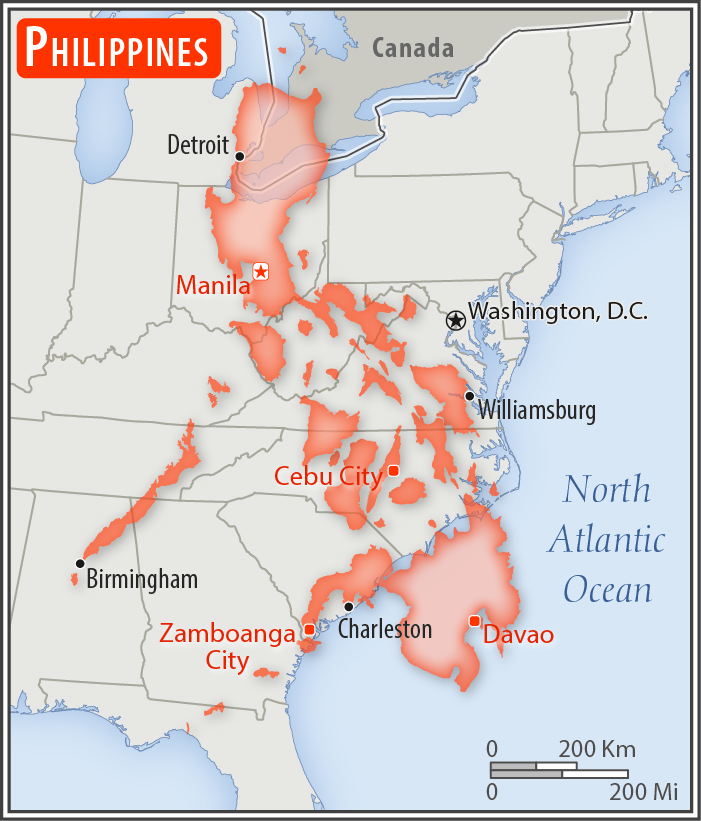
Порівняння розмірів території Філіппін та США
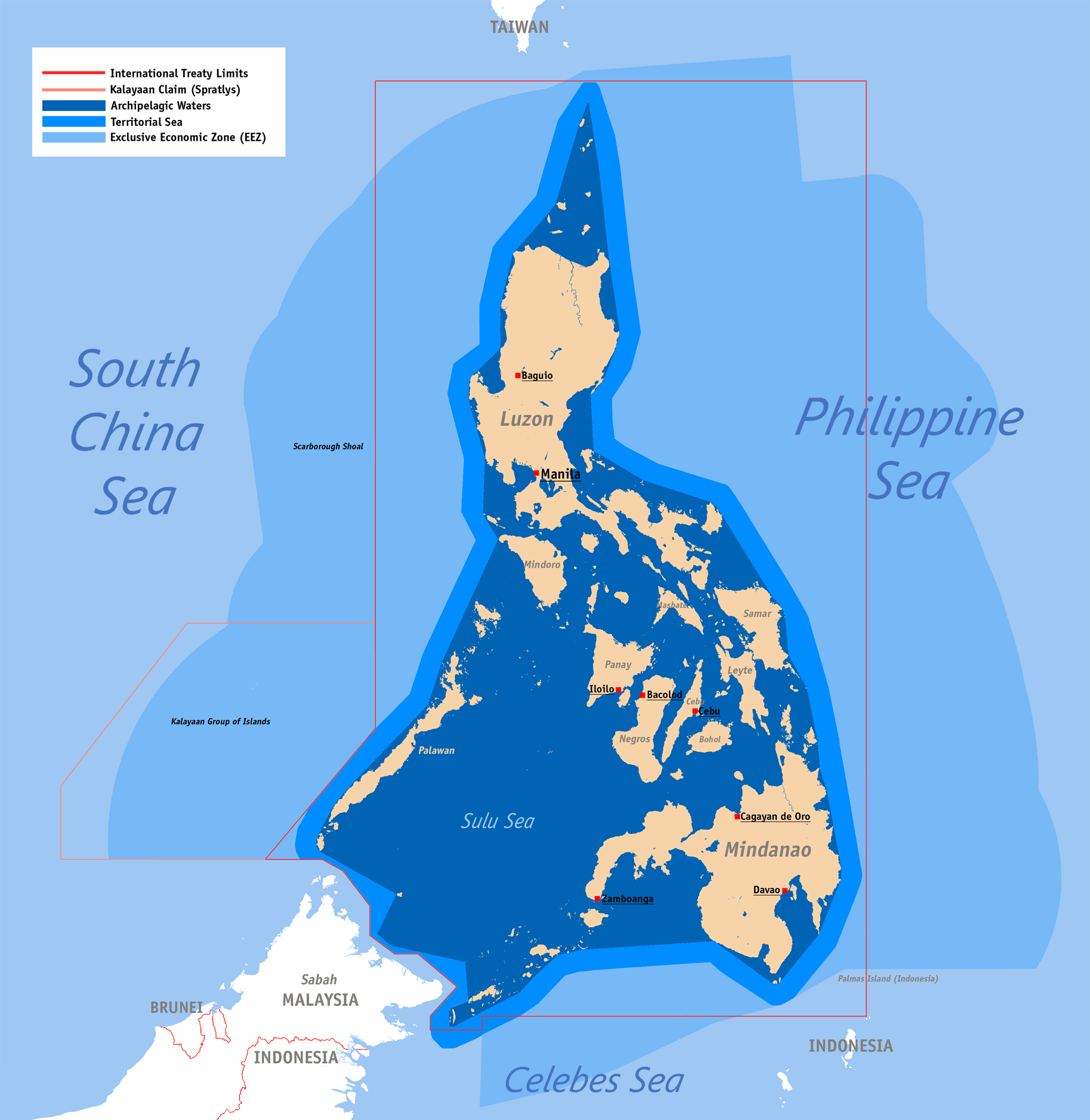
Територіальні води Філіппін
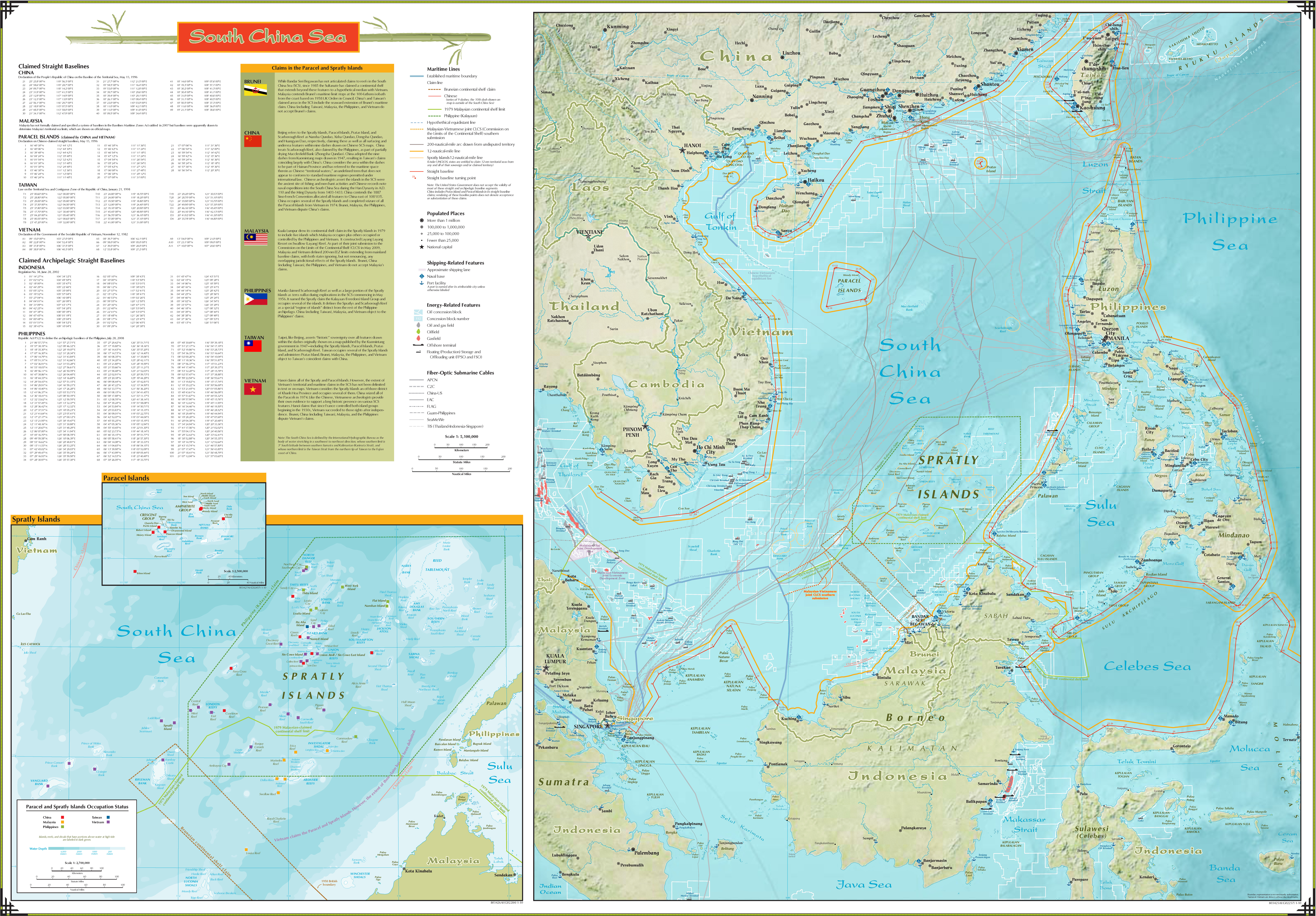
Територіальні претензії країн у Південнокитайському морі

Згідно з Конвенцією Організації Об'єднаних Націй з морського права (UNCLOS) 1982 року, протяжність територіальних вод країни встановлено в 100 морських миль від прямих ліній архіпелажних вод (межі яких було визначено договором 1898 року, продовжено в Південнокитайське море наприкінці 1970-х років на 285 морських миль. Виключна економічна зона встановлена на відстань 200 морських миль (370,4 км)від узбережжя. Континентальний шельф — до глибини можливої експлуатації.

### Час
Час у Філіппінах: UTC+8 (+6 годин різниці часу з Києвом).

## Геологія
Острівні дуги Філіппін утворені гребеневими ділянками підводного підняття і відрізняються гірським рельєфом. Особливо це виражене на Лусоні, де простежуються два, а місцями три субмеридіональні хребти середньою висотою близько 1800 м і максимальною 2934 м (гора Пулог). Аналогічна система субмеридіональних хребтів виражена на острові Мінданао з найвищою вершиною країни — вулканом Апо. Всі ці гірські структури є складовою частиною смуги діючих вулканів Тихого океану, що протягся в крайовій зоні й іменується Тихоокеанським вогняним кільцем. Біля східних берегів Мінданао простягається Філіппінський жолоб, з максимальною глибиною 10 340 м — западина Галатея.

## Вулканізм
На Філіппінах налічується 24 активних вулканів. Так, 8 квітня 2025 року, на острові Негрос почалося виверження одного з найактивніших вулканів на горі Канлаон. Викиди попелу від виверження були зафіксовані на висоті до 4000 м.

Вулкани Філіппін
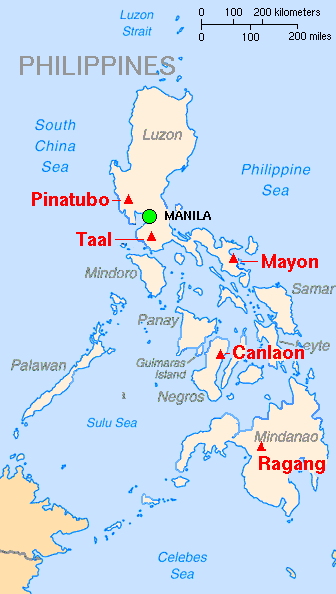
Карта
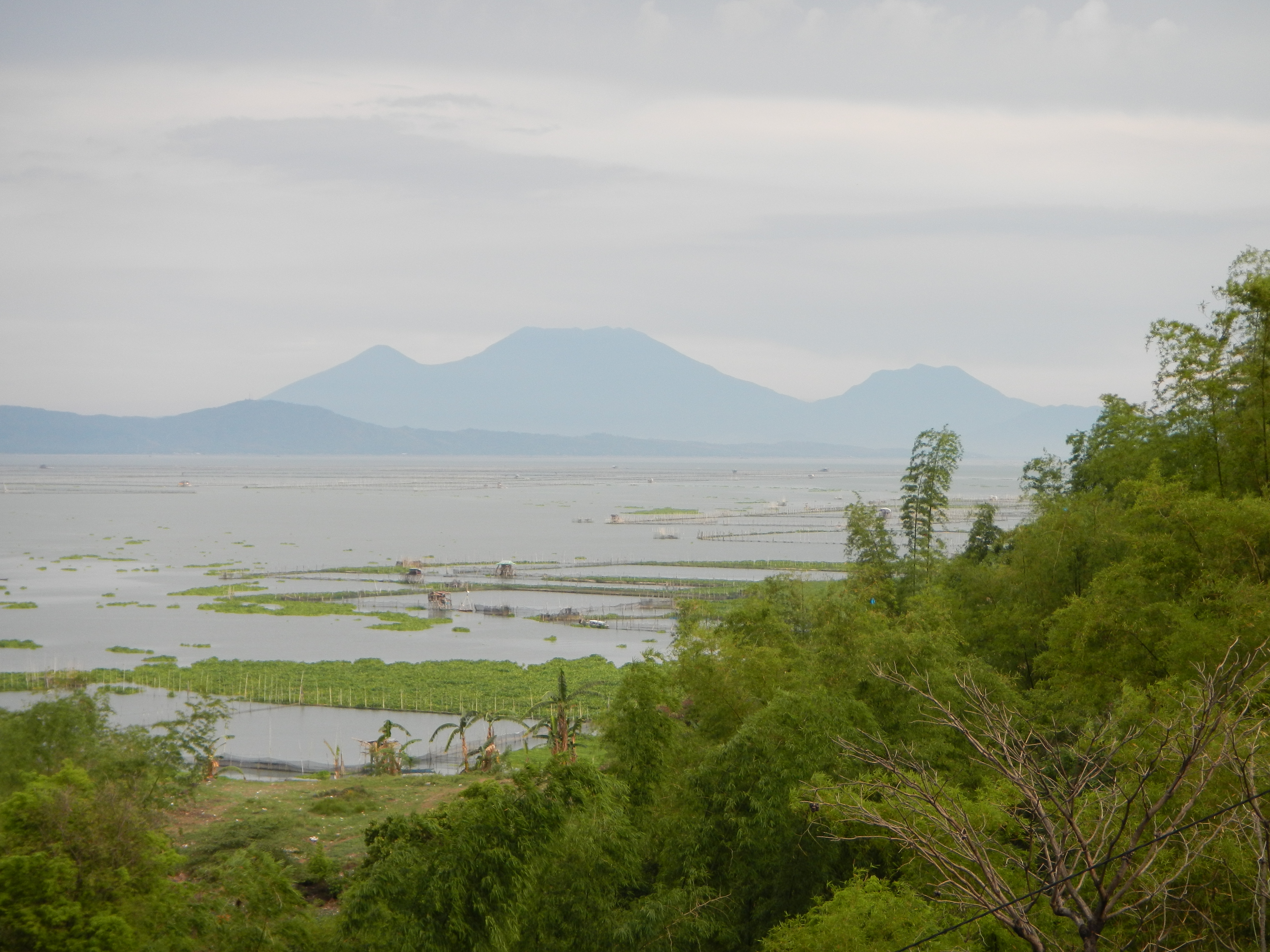
Банахао
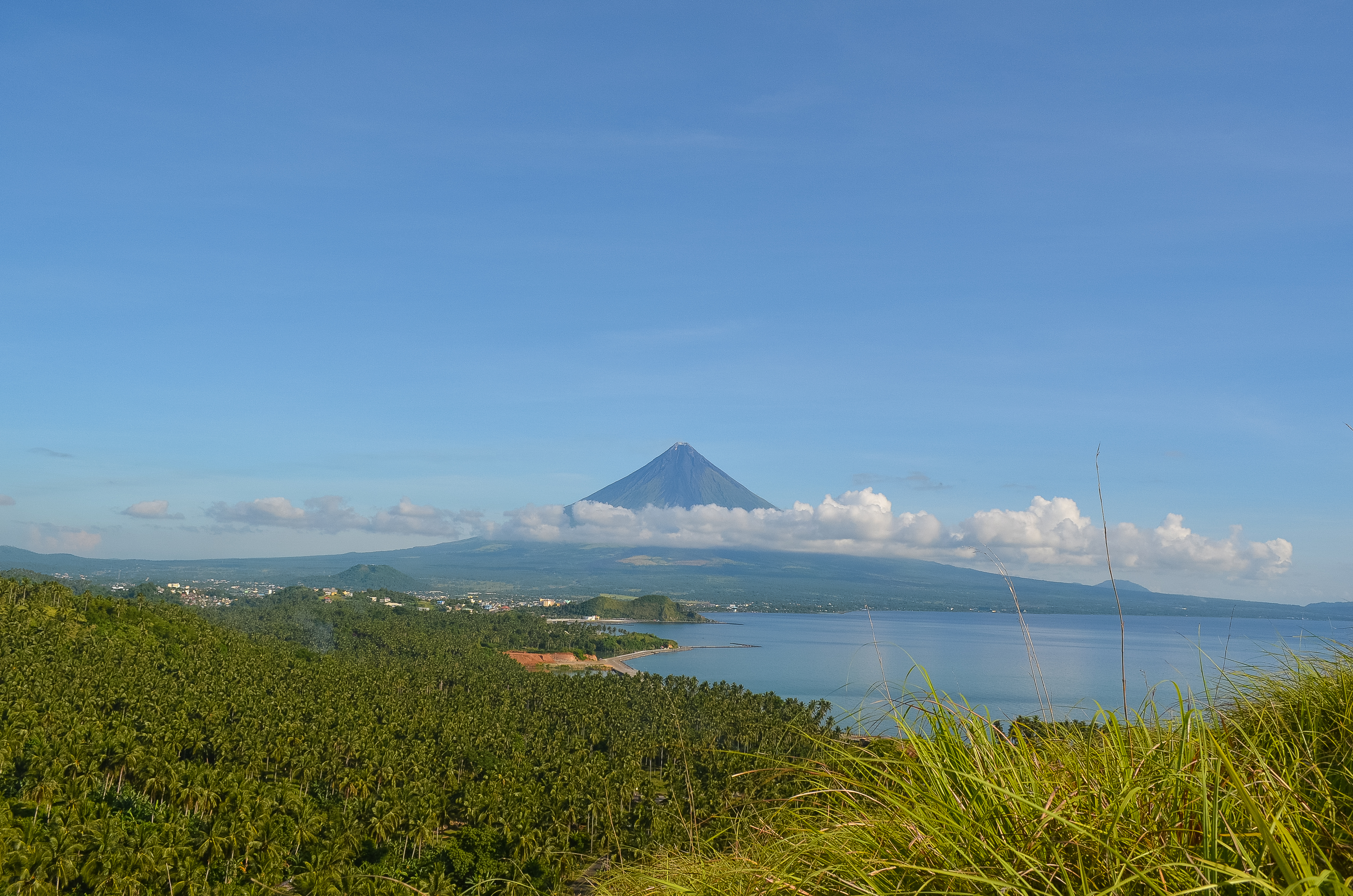
Майон

## Рельєф
Філіппіни — переважно гірська країна, гори займають близько ¾ поверхні. Середні висоти — 442 м; найнижча точка — рівень вод Філіппінського моря (0 м); найвища точка — гора Апо (2954 м).
Між гірськими хребтами розташовані густо заселені рівнини і річкові долини. До найбільших із них належать: на острові Лусон долина річки Кагаян (на північному сході), Центральна рівнина і рівнина Біколь (на південному сході); на острові Мінданао — долини річок Агусан (на сході) і Мінданао (на південному заході); на острові Панай — Центральна рівнина. Крім того, вздовж берегів більшості островів простяглися вузькі прибережні рівнини.

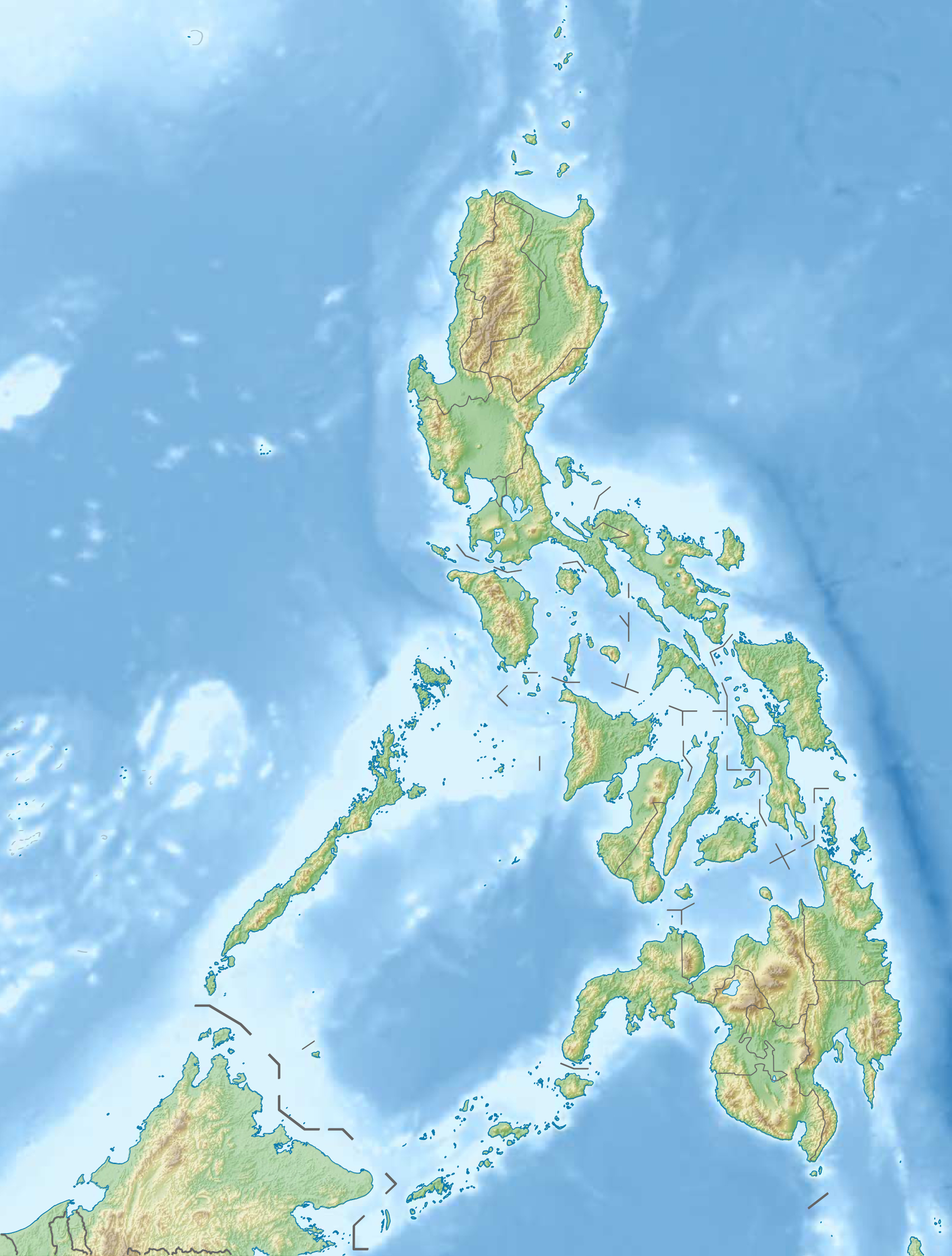
Рельєф Філіппін
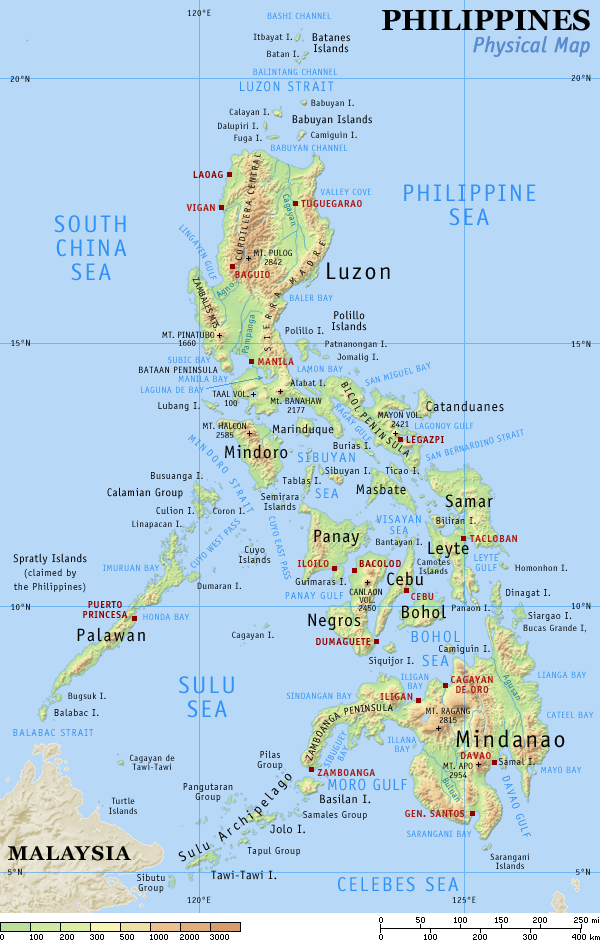
Гіпсометрична карта Філіппін
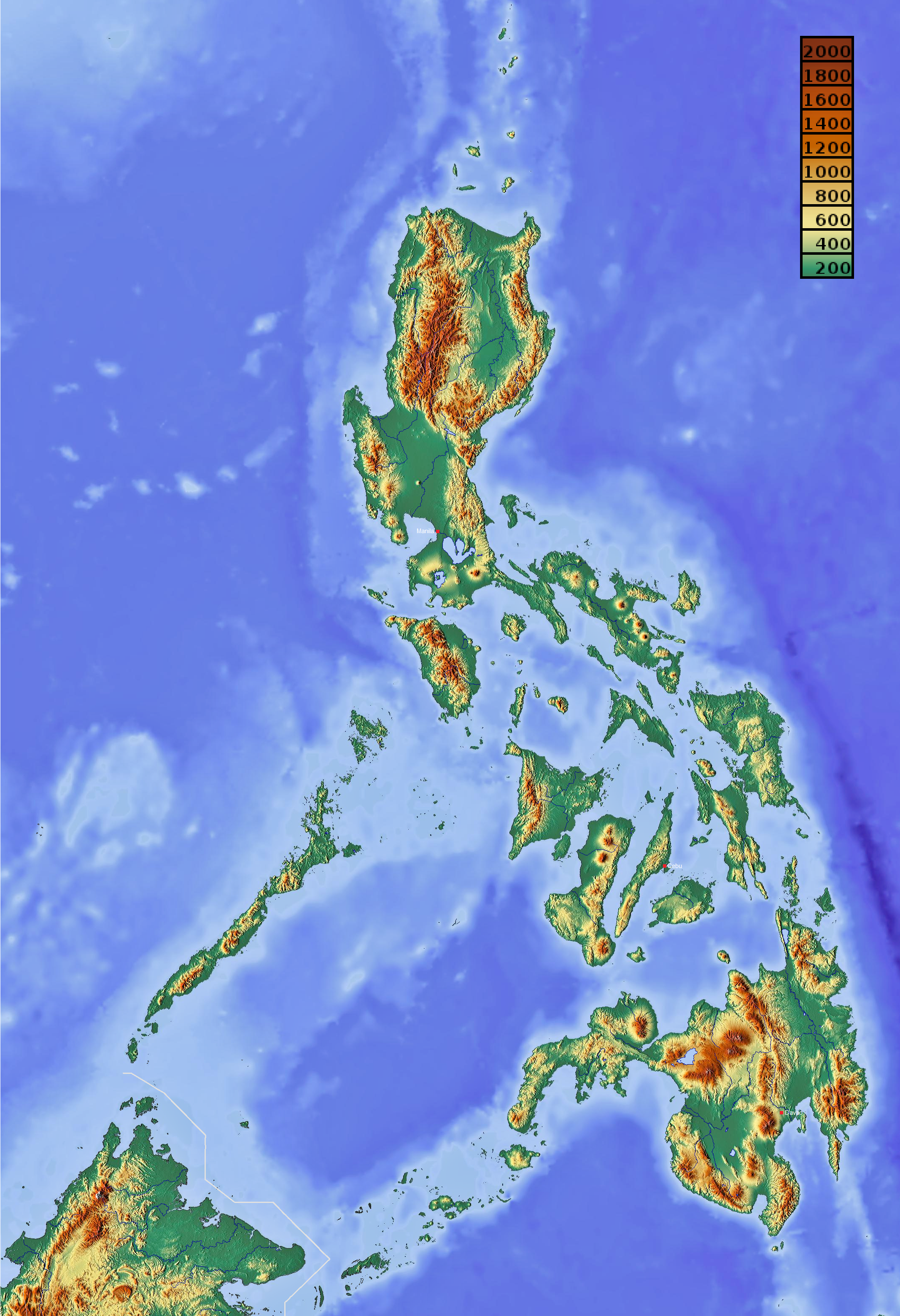
Гіпсометрична карта Філіппін
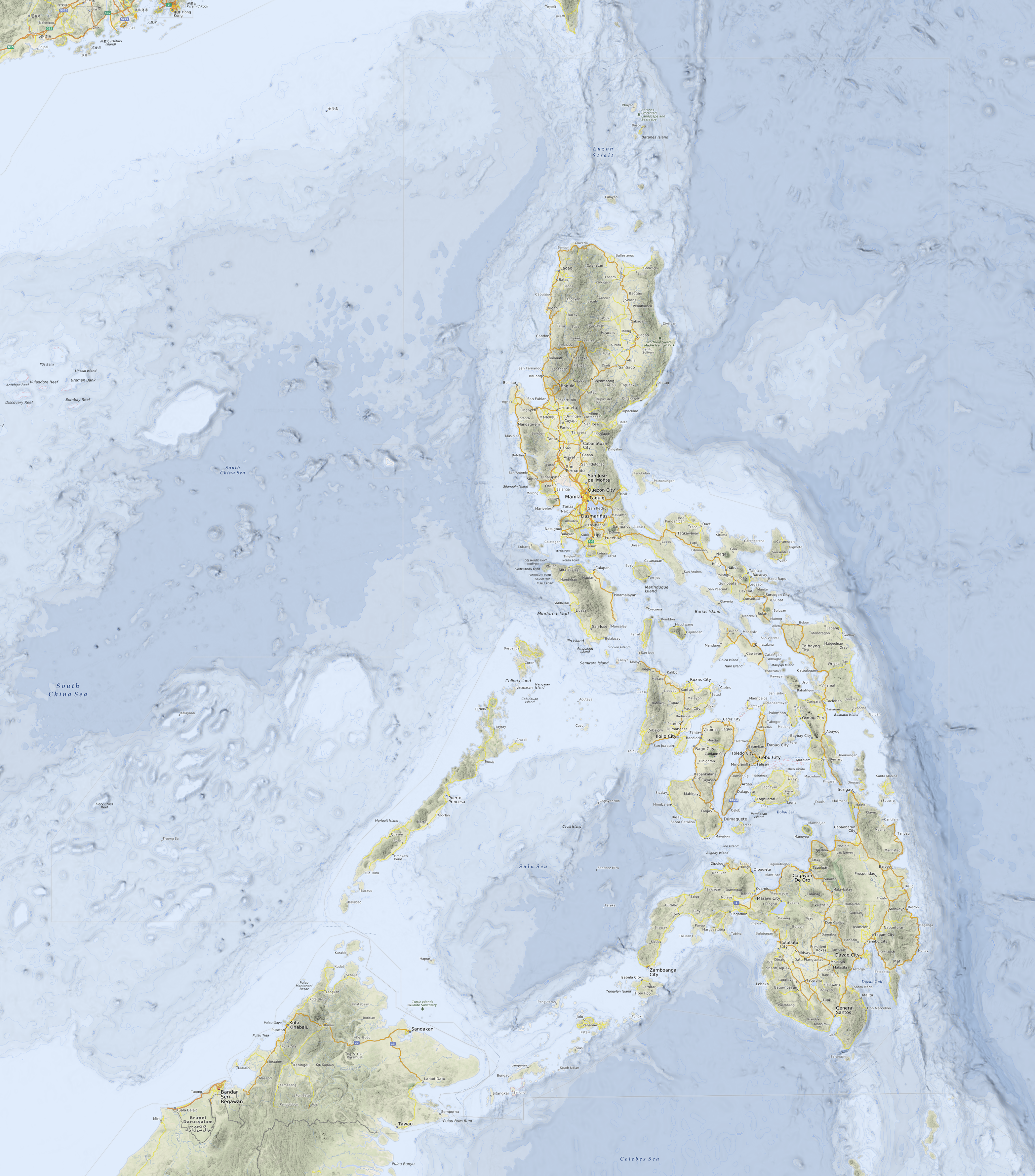
Рельєф Філіппін
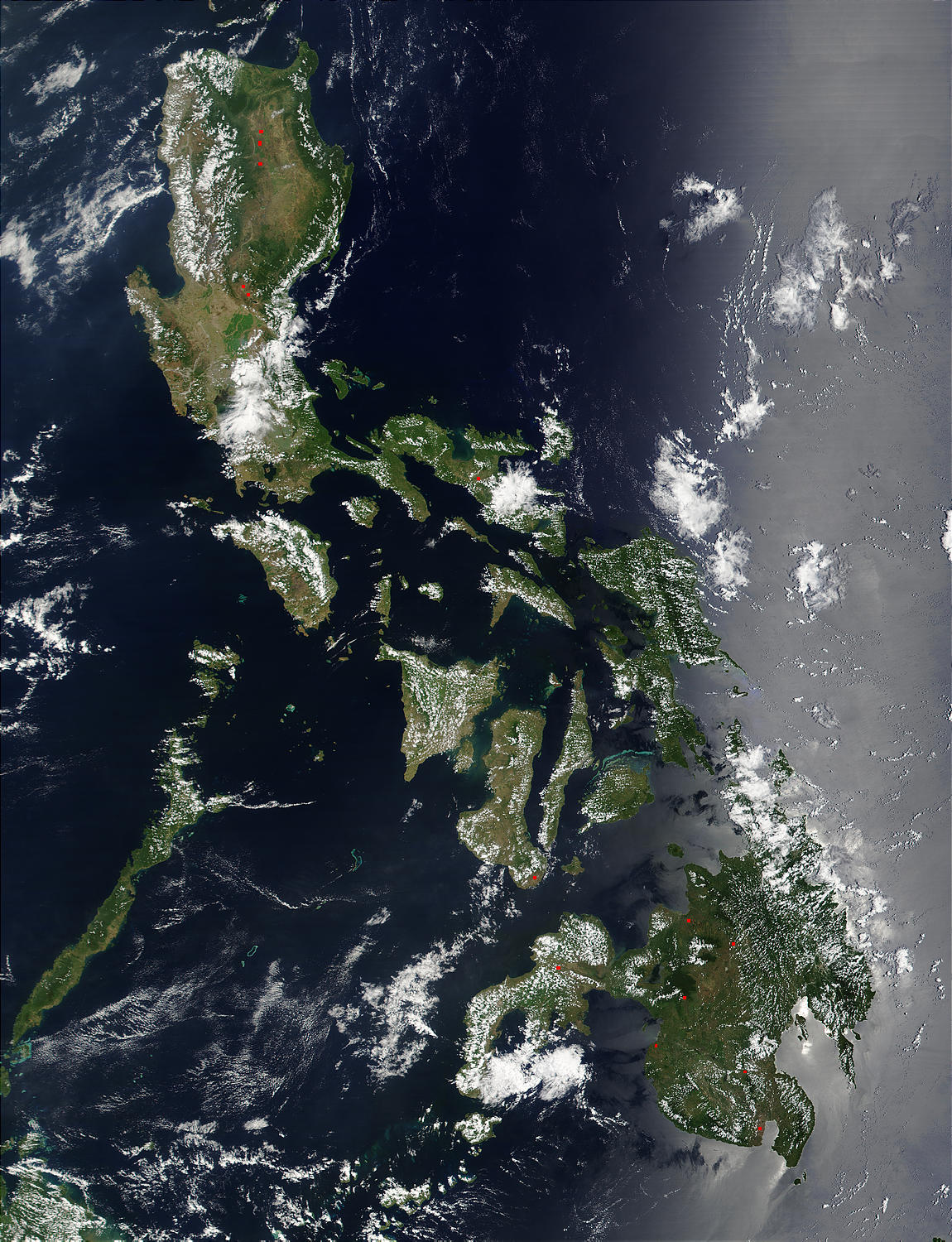
Супутниковий знімок поверхні країни

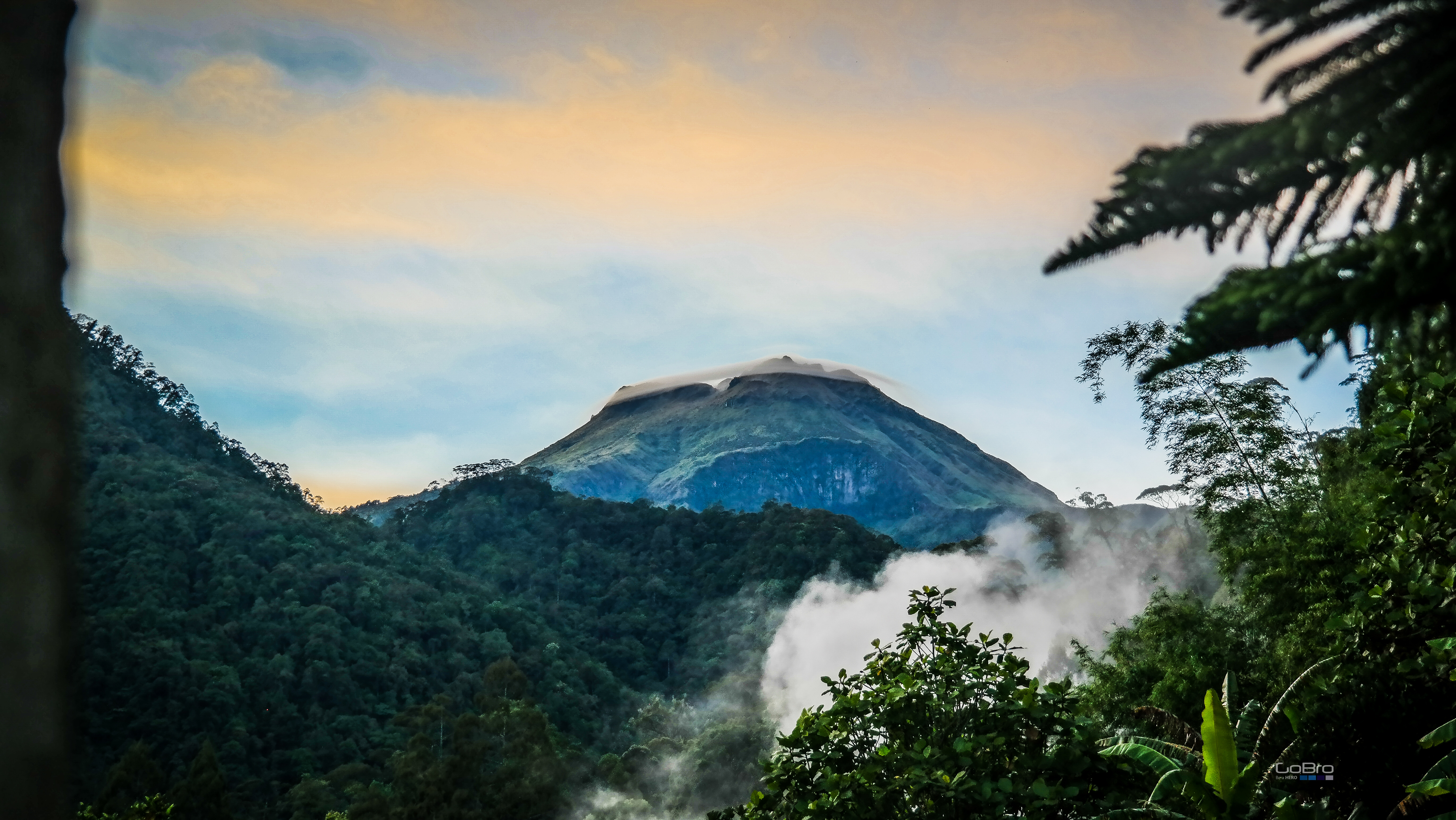
Гора Апо
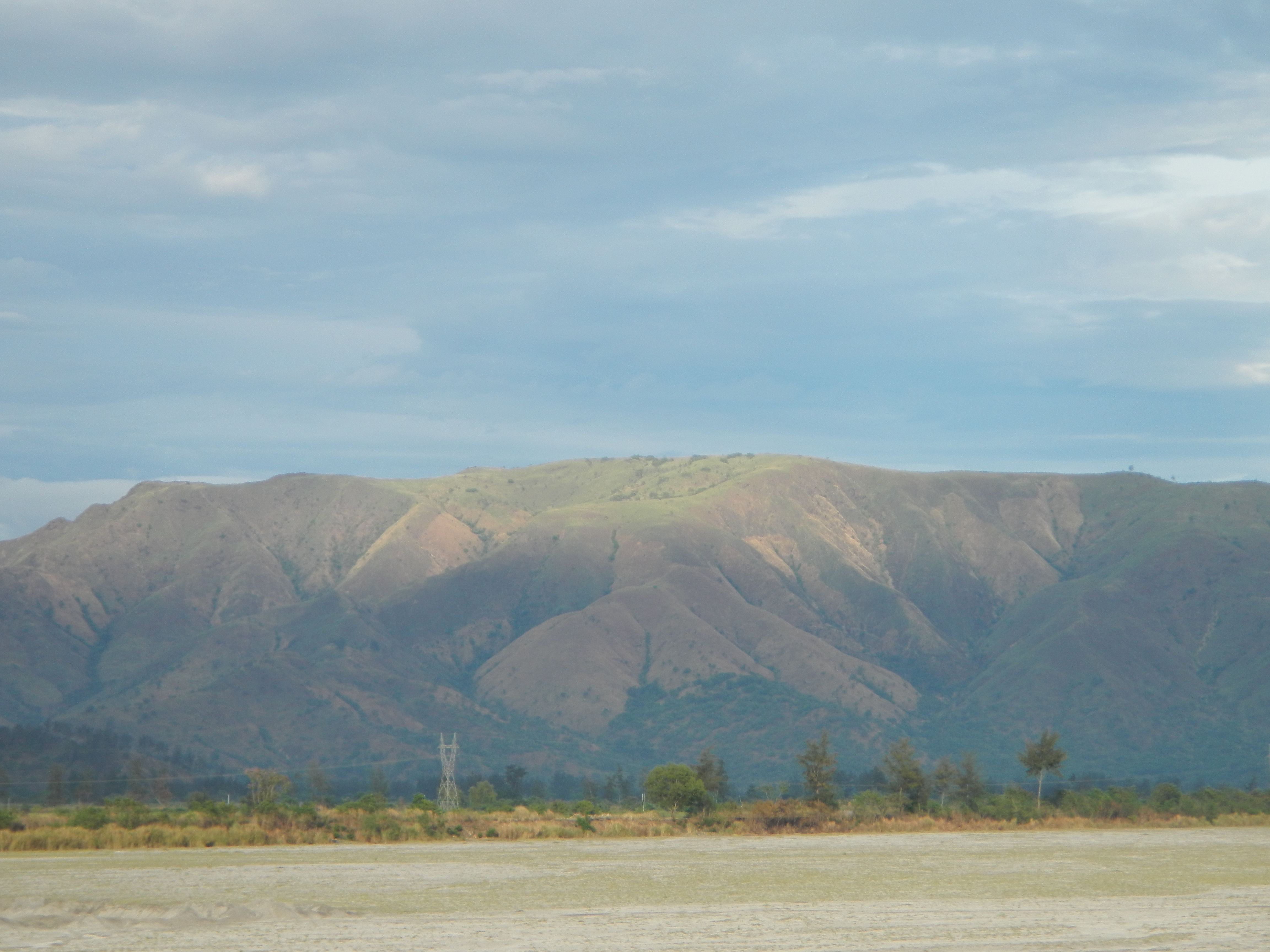
Гори Замбалес
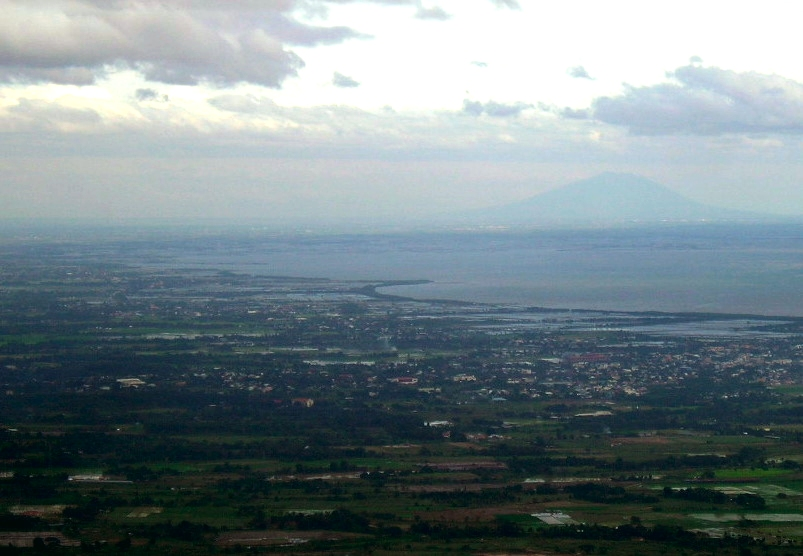
Манільська затока і Центральна рівнина Лусону
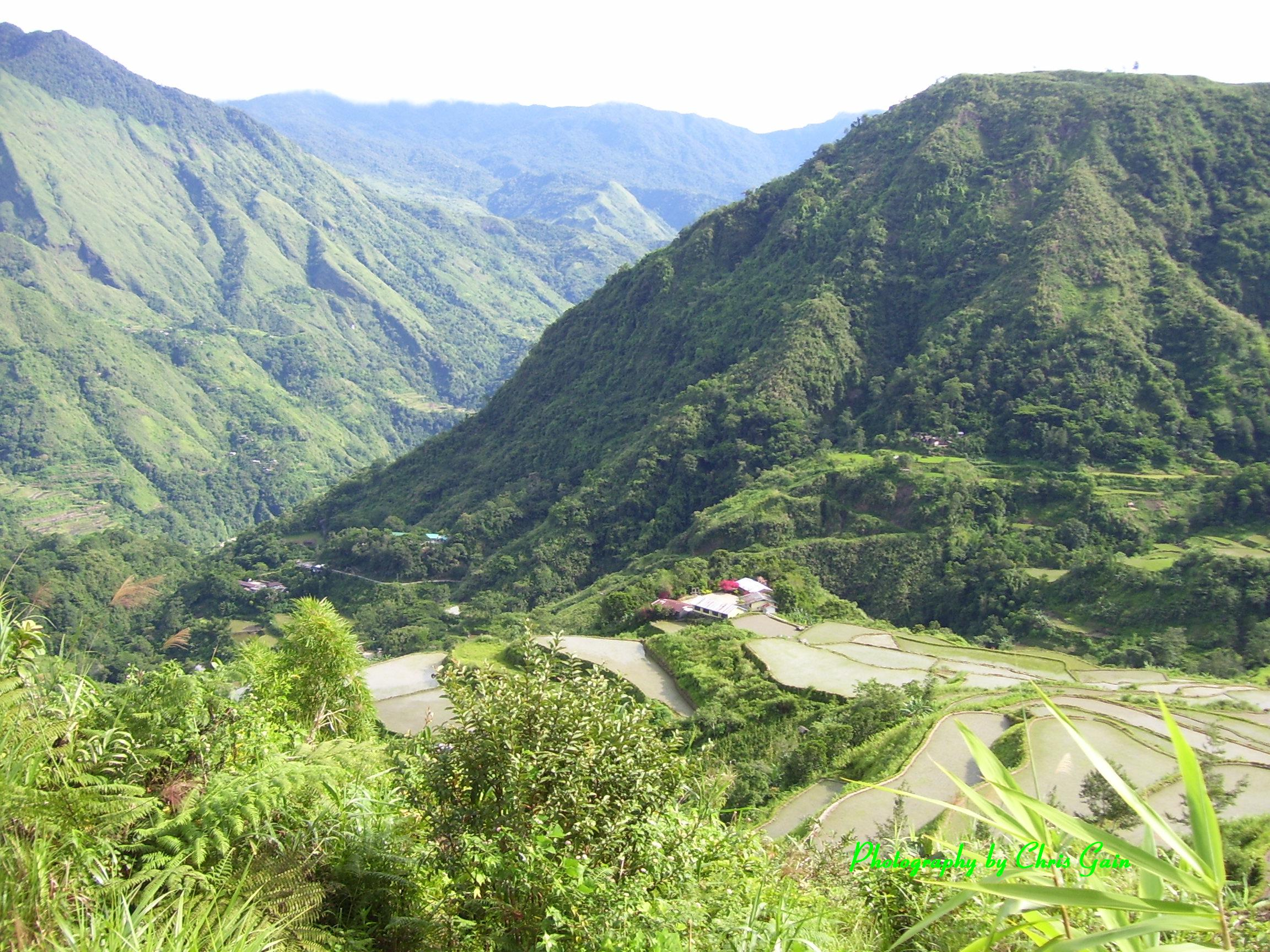
Гірська ущелина в Калінзі, внутрішні гори Лусону
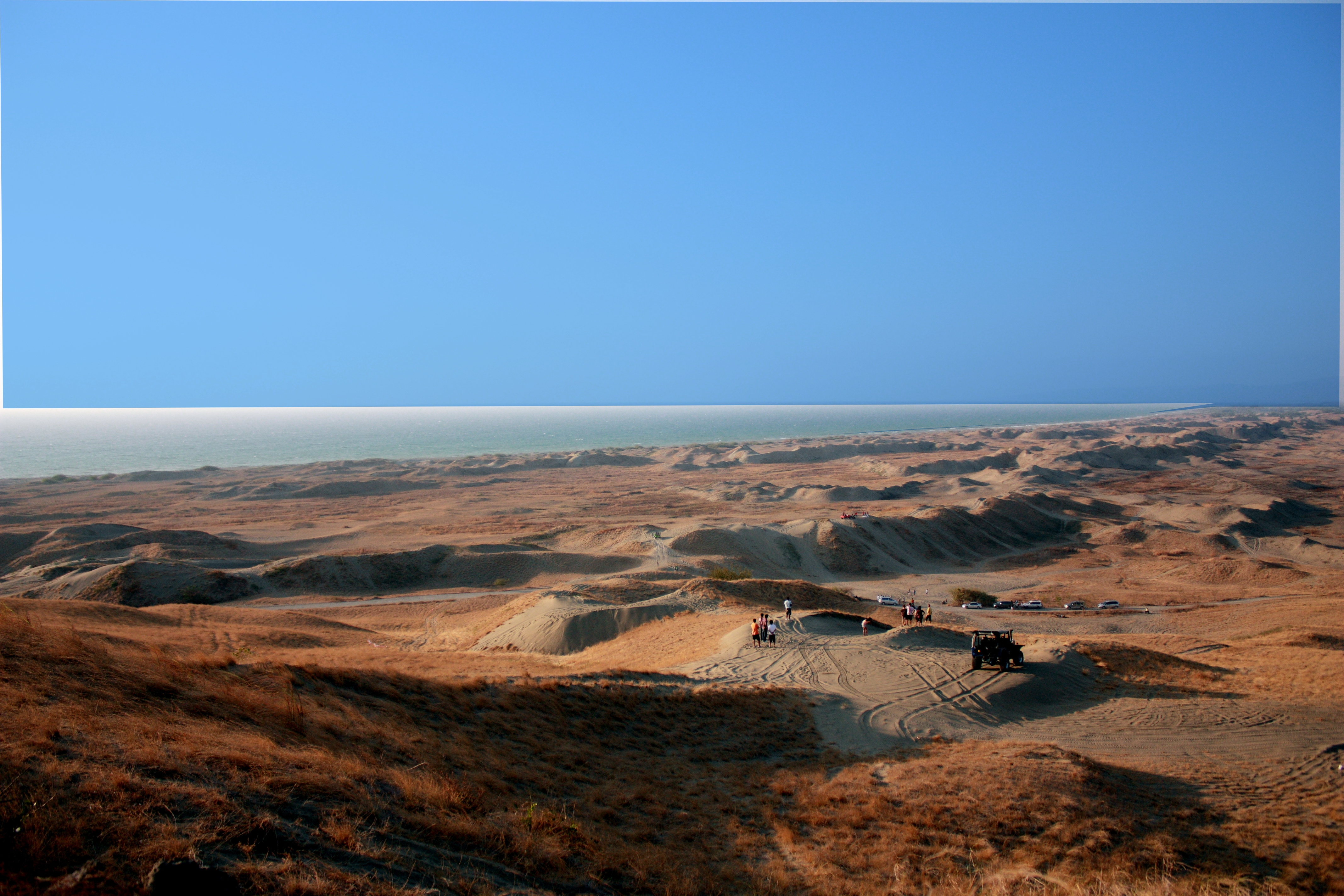
Піщані дюни Ла-Пас на півночі Лусону

### Узбережжя
Берегова лінія Філіппін є однією з найдовших серед країн світу.

### Острови
Філіппінський архіпелаг складається з 7641 острова. 11 найбільших островів займають 94 % загальної площі країни. Найбільший з цих островів — Лусон, площею близько 105 тис. км². Другий за величиною острів Мінданао має площу близько 95 тис. км². Архіпелаг умовно можна поділити на три групи островів:
- Острівна група Лусон має у своєму складі острови Лусон, Міндоро, Палаван, Маріндук, Масбате, Ромблон, Катандуанес, острови Батанес та Поліліо.
- Вісайські острови розташовані в центральній частині Філіппін, найбільші острови: Панай, Негрос, Себу, Бохол, Лейте, Самар, Сікіхор, Біліран і Гуймарас.
- Острівна група Мінданао включає сам острів Мінданао, Дінагат, Сіаргао, Камігуїн, Самал, архіпелаг Сулу з островом Басілан.

## Клімат
Територія Філіппін лежить у субекваторіальному кліматичному поясі. Влітку переважають екваторіальні повітряні маси, взимку — тропічні. Влітку вітри дмуть від, а взимку до екватора. Сезонні амплітуди температури повітря незначні, зимовий період не набагато прохолодніший за літній. Зволоження достатнє. У літньо-осінній період з морів та океанів часто надходять руйнівні тропічні циклони (тайфуни). Клімат Філіппін через сильну розчленованість рельєфу, різну експозицію схилів щодо вологих мусонних потоків і трас тропічних циклонів, неоднакову міру віддаленості місцевості від океану, досить неоднорідний і сильно залежить від місцевості.

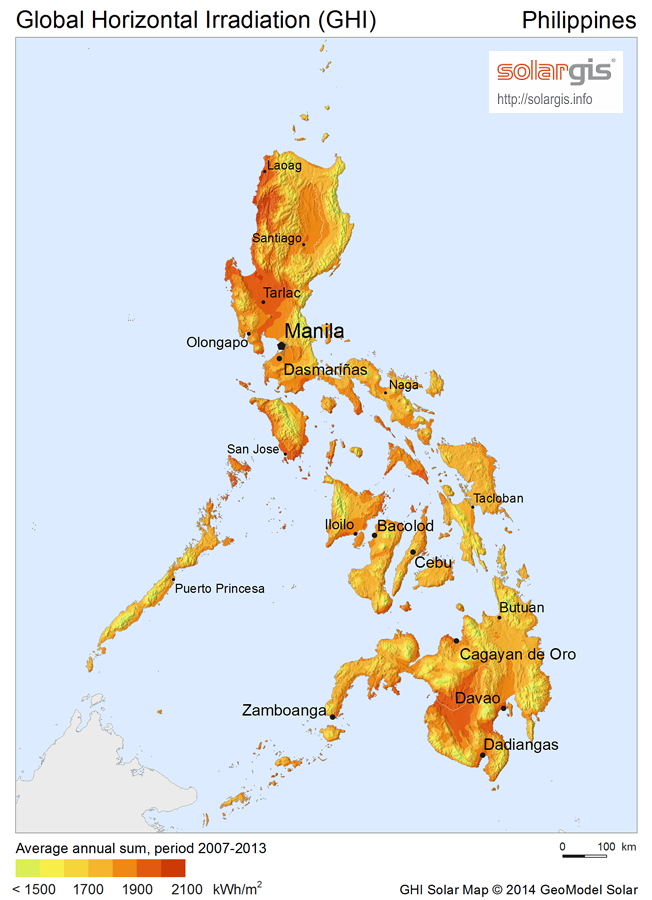
Сонячна радіація (англ.)
Кліматична карта Філіппін (за Кеппеном)
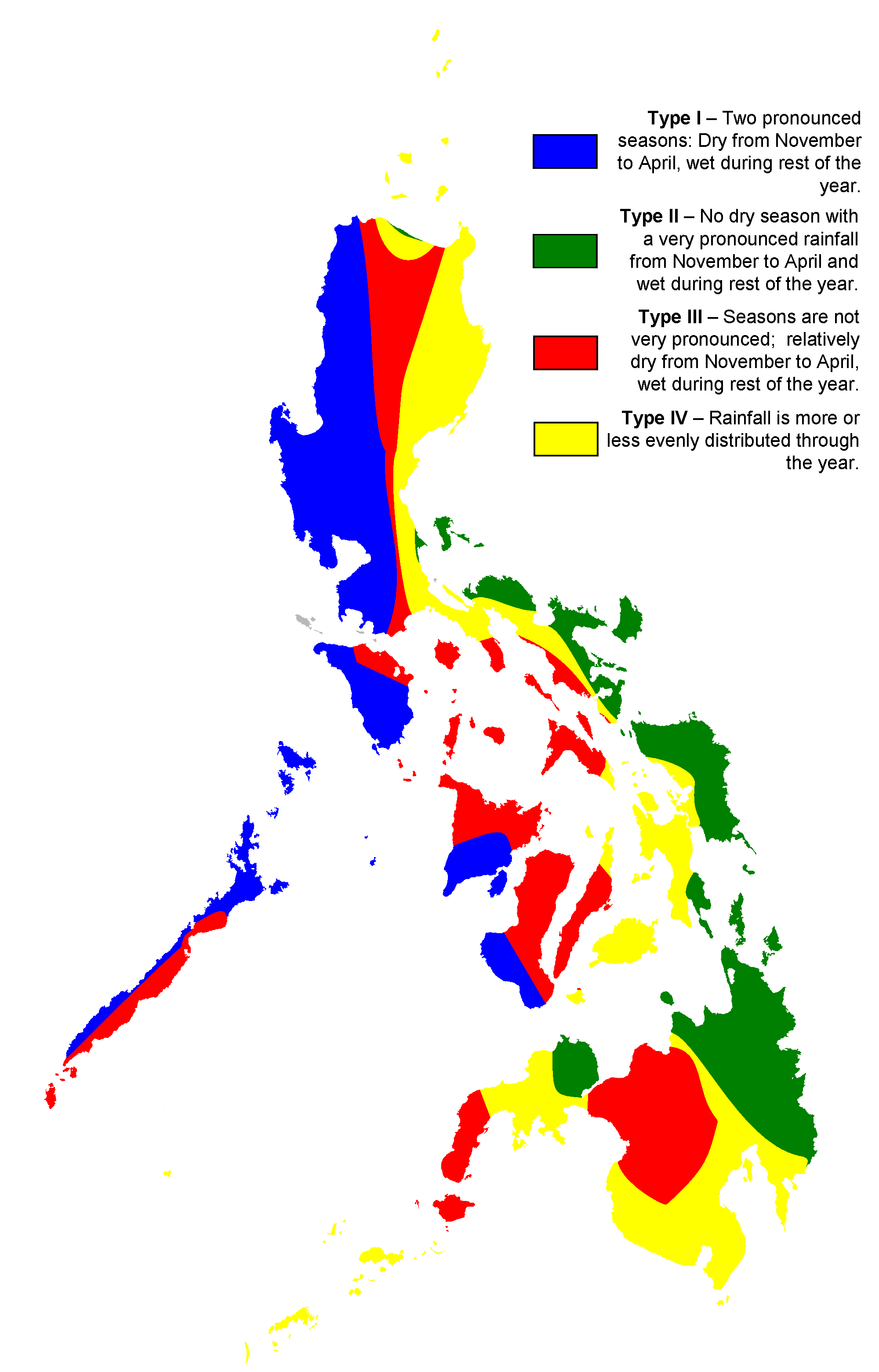
Кліматичні райони країни
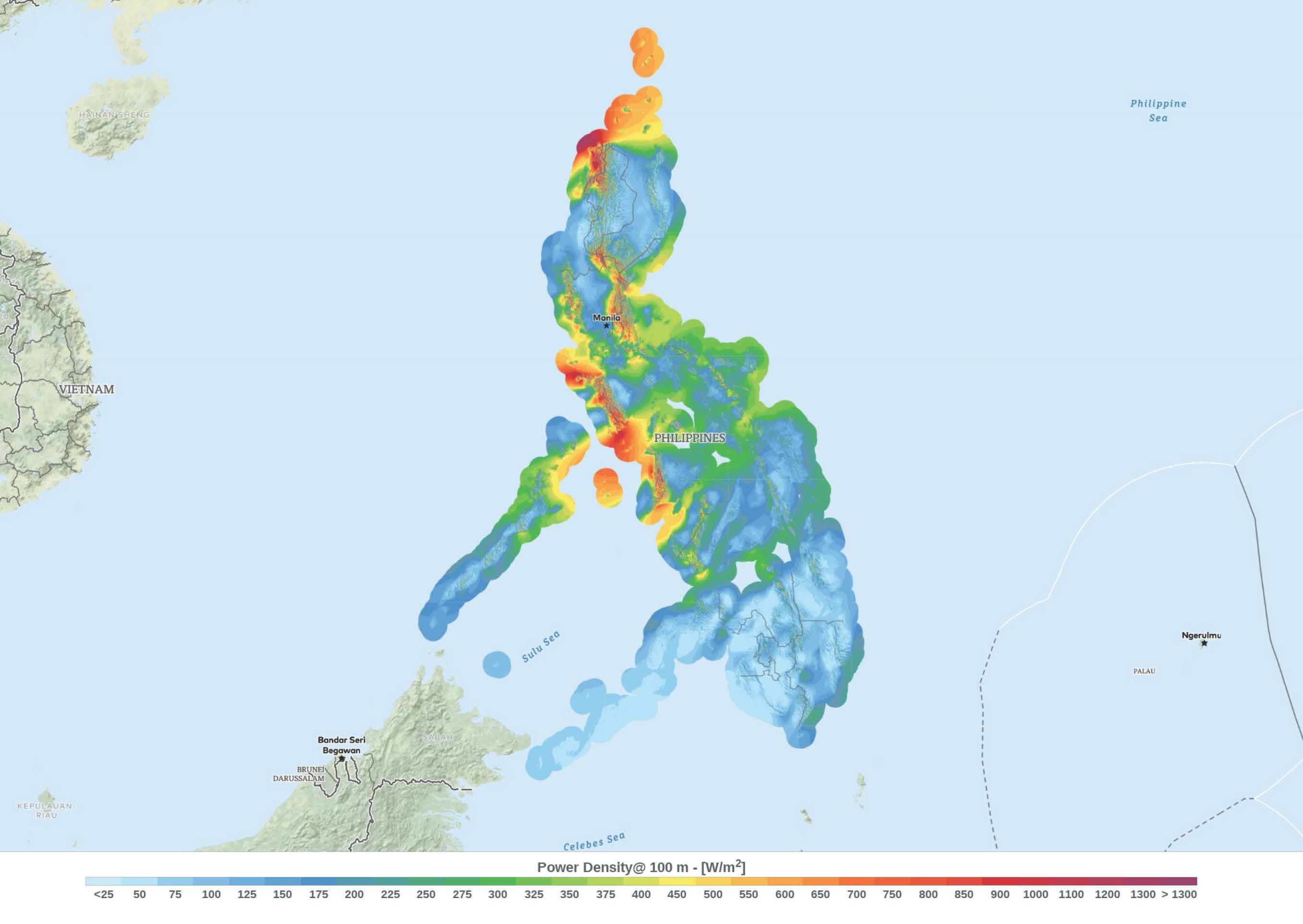
Карта енергії вітрів

Філіппіни є членом Всесвітньої метеорологічної організації (WMO), в країні ведуться систематичні спостереження за погодою.

## Внутрішні води
Гідрографічна мережа Філіппін формувалася під впливом тропічного клімату, складного тектонічного рельєфу та океанічного оточення. Острови омиваються теплими водами західної частини Тихого океану та мають густу річкову і озерну систему, численні прибережні лагуни, протоки та морські затоки. Через острівний характер країни, річкова мережа Філіппін є переважно короткою та відносно крутосхилою, оскільки більшість річок беруть початок у горах і швидко впадають у моря. Великі річки зустрічаються переважно на більших островах, таких як Лусон, Мінданао та Самар. Крім річок, значну роль відіграють озера вулканічного та тектонічного походження, прибережні лагуни та мангрові естуарії.

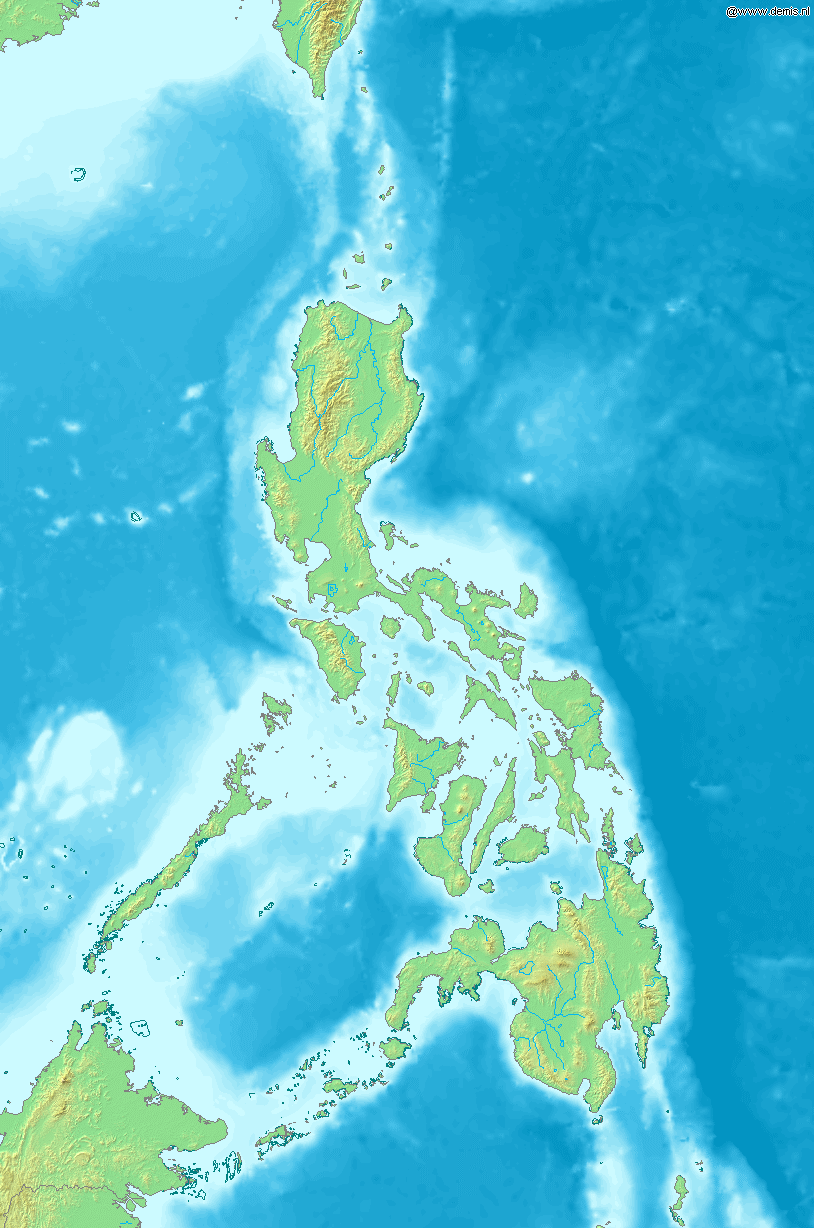
Гідрографічна мережа Філіппін
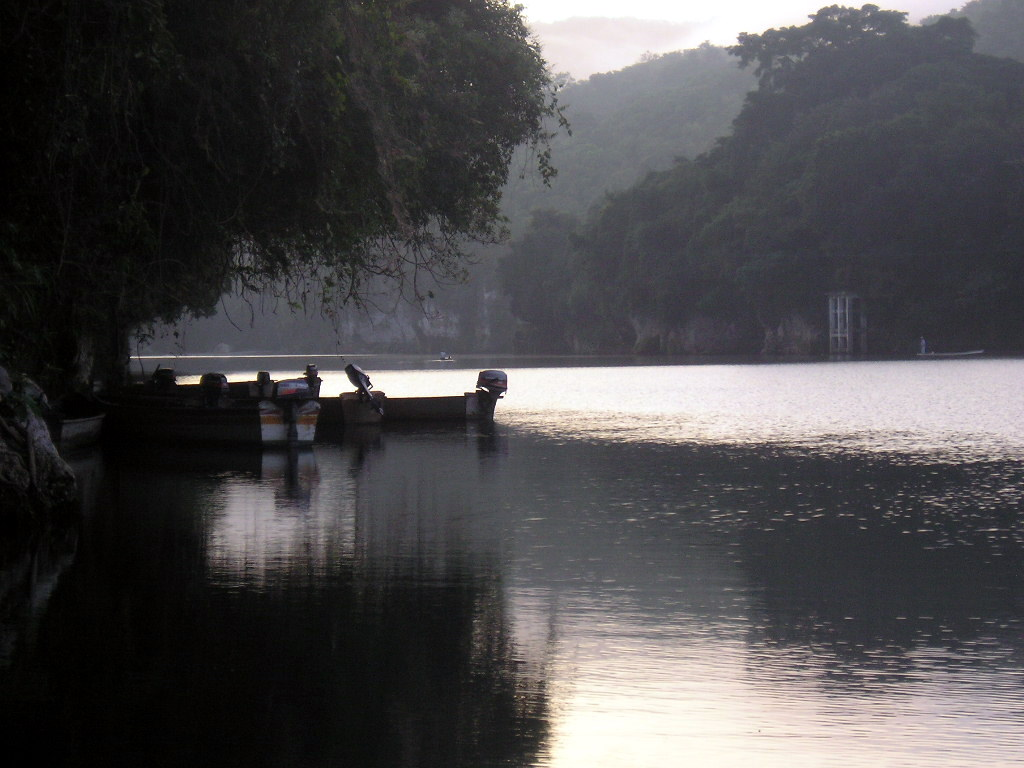
Річка Кагаян
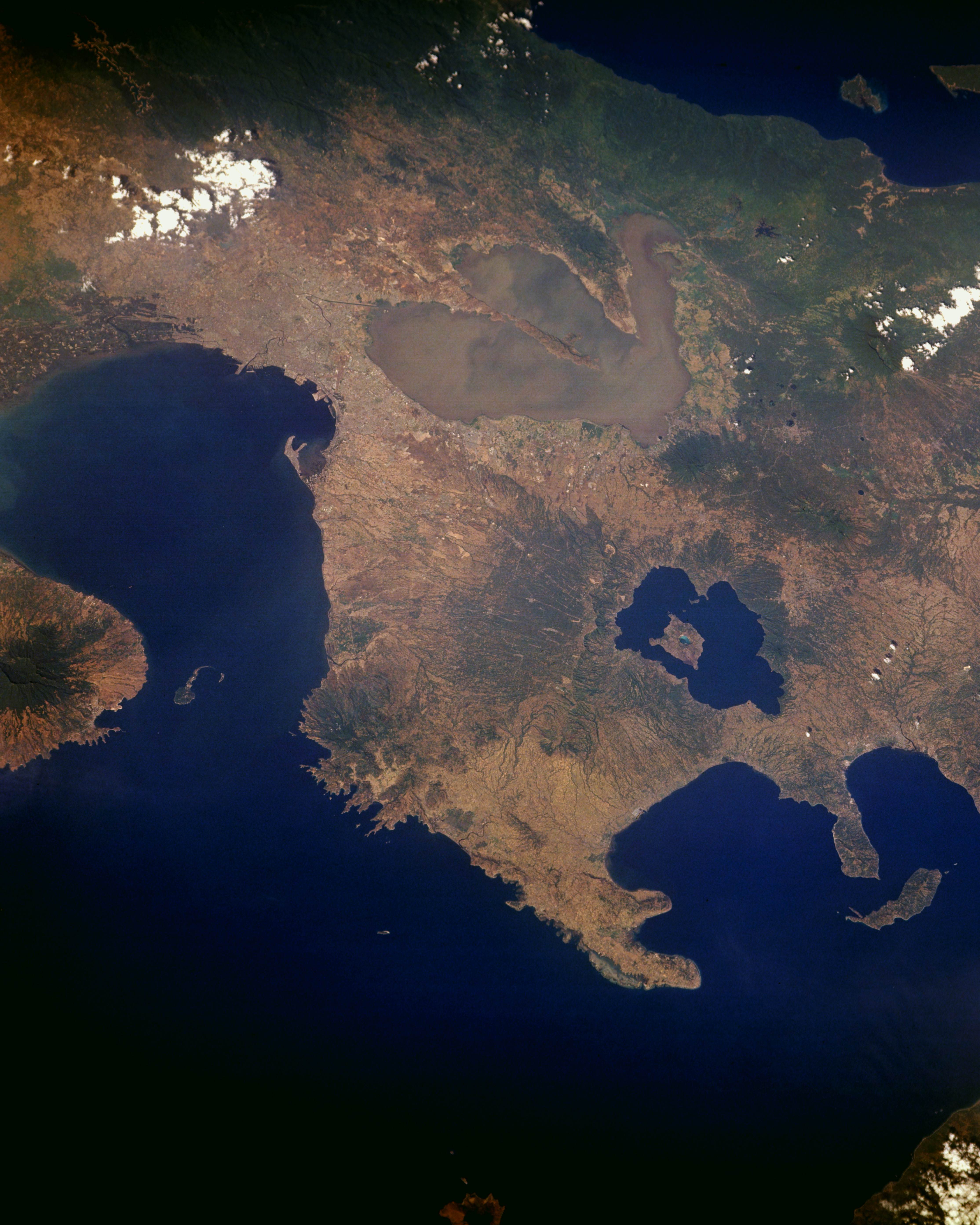
Кальдерне озеро Бай з космосу
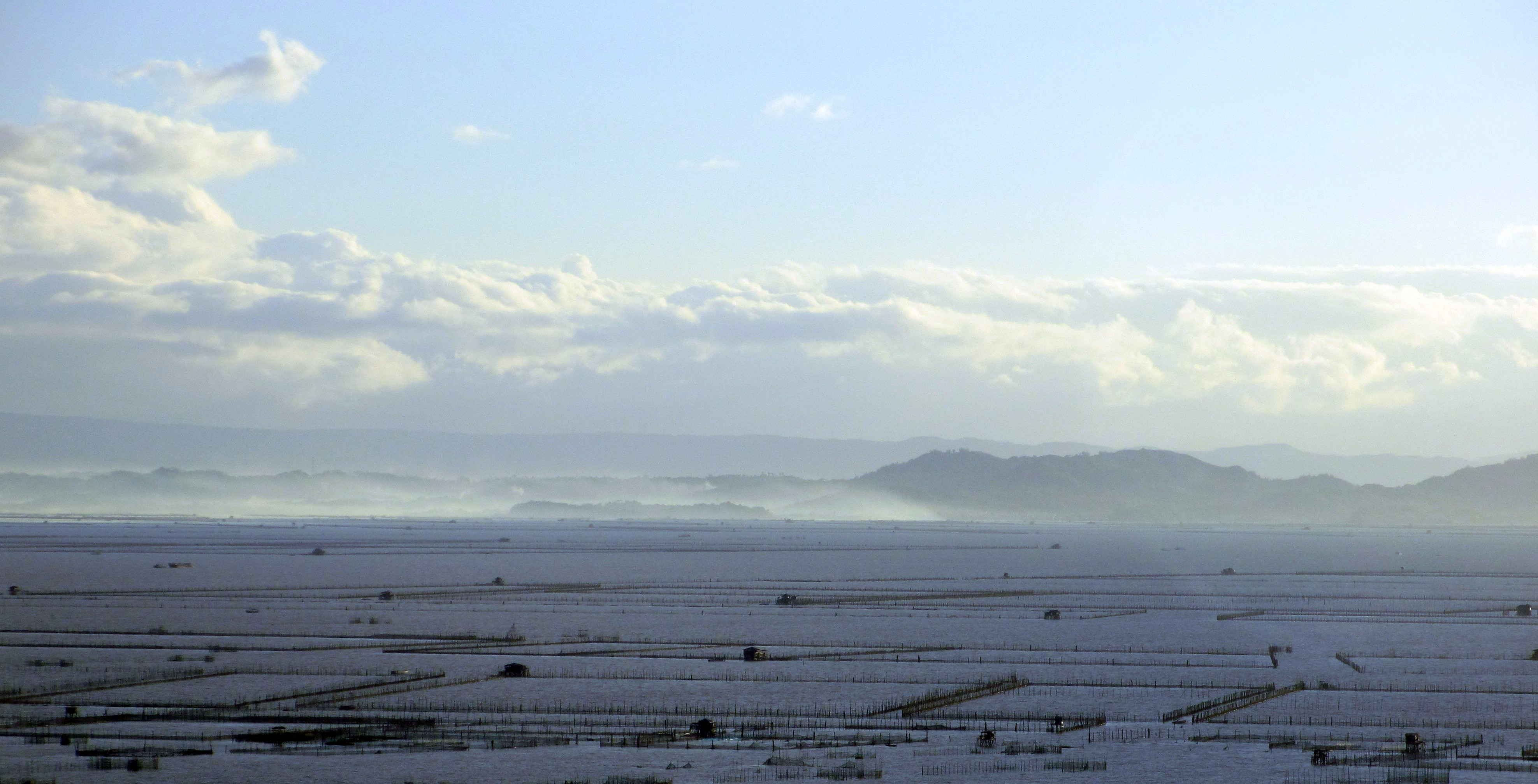
На озері Бай

### Річки
Річки країни належать басейну Тихого океану. Найбільші річки країни: Кагаян, Пампанга і Агно на Лусоні; Агусан і Мінданао з її головною притокою Пулангі на острові Мінданао. Невелика річка Пасиг на острові Лусон, що витікає з озера Бай, тече через Манілу, має важливе значення для перевезення вантажів.

## Рослинність

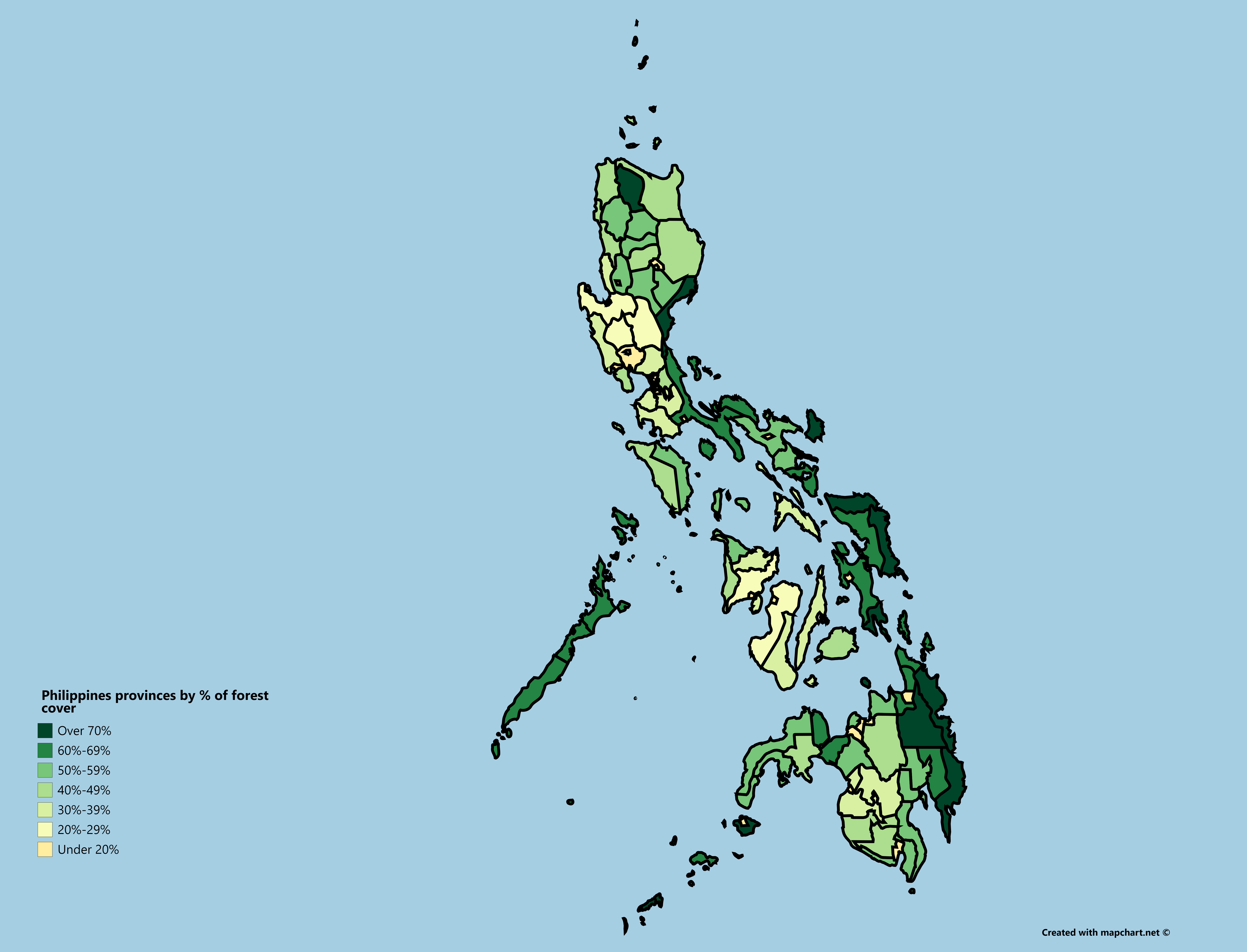
Відсоток території, вкритої лісами

## Тваринний світ
За зоогеографічним районуванням світу країна належить до Філіппінської провінції Малайської підобласті Індо-Малайської зоогеографічної області. Тому основу тваринного населення регіону становлять зональні екваторіальні вологолісові й субекваторіальні перемінно вологолісові угруповання тварин, а також інтразональні гірські й водно-болотні (долинно-річкові та мангрові) тваринні угруповання, характерні для екваторіального і  субекваторіального кліматичних поясів. Домінуючими в зональних угрупованнях є гігромезофільні й мезофільні групи та види тварин. 

## Стихійні природні явища
На території країни спостерігаються небезпечні природні явища і стихійні лиха: країна лежить на шляху проходження тайфунів (15 за рік, з яких 5-6 досить руйнівні); зсуви ґрунту; активний вулканізм, найбільш активний вулкан Майон (2462 м) власним виверженням 2009 року спричинив евакуацію 33 тис. місцевих мешканців; руйнівні землетруси; цунамі.

## Природні ресурси

### Мінеральні ресурси
Надра Філіппін багаті на ряд корисних копалин: нафту, нікель, кобальт, срібло, золото, кам'яну сіль, мідь.

### Водні ресурси
Загальні запаси відновлюваних водних ресурсів (ґрунтові і поверхневі прісні води) становлять 479 км³. Станом на 2012 рік в країні налічувалось 16,27 тис. км² зрошуваних земель.

### Земельні ресурси
Земельні ресурси Філіппін (оцінка 2011 року):
- придатні для сільськогосподарського обробітку землі — 41 %,
  - орні землі — 18,2 %,
  - багаторічні насадження — 17,8 %,
  - землі, що постійно використовуються під пасовища — 5 %;
- землі, зайняті лісами і чагарниками — 25,9 %;
- інше — 33,1 %[1].

## Охорона природи
Серед екологічних проблем варто відзначити:
- неконтрольовані процеси знеліснення, особливо на вододілах;
- ерозію ґрунтів;
- забруднення повітря і вод у великих містах;
- руйнування коралових рифів;
- зростаюче забруднення мангрових заростей, як місця розмноження великої кількості видів риб.

Філіппіни є учасником ряду міжнародних угод з охорони навколишнього середовища:
- Конвенції про біологічне різноманіття (CBD),
- Рамкової конвенції ООН про зміну клімату (UNFCCC),
- Кіотського протоколу до Рамкової конвенції,
- Конвенції ООН про боротьбу з опустелюванням (UNCCD),
- Конвенції про міжнародну торгівлю видами дикої фауни і флори, що перебувають під загрозою зникнення (CITES),
- Базельської конвенції протидії транскордонному переміщенню небезпечних відходів,
- Конвенції з міжнародного морського права,
- Лондонської конвенції про запобігання забрудненню моря скиданням відходів,
- Монреальського протоколу з охорони озонового шару,
- Міжнародної конвенції запобігання забрудненню з суден (MARPOL),
- Міжнародної угоди про торгівлю тропічною деревиною 1983 і 1994 років,
- Рамсарської конвенції із захисту водно-болотних угідь[21],
- Міжнародної конвенції з регулювання китобійного промислу[1].

Урядом країни підписані, але не ратифіковані окремі протоколи міжнародні угоди щодо: транскордонного забруднення повітря (CLRTAP).

## Фізико-географічне районування
У фізико-географічному відношенні територію Філіппін можна розділити на _ райони, що відрізняються один від одного рельєфом, кліматом, рослинним покривом: .

### Українською
- Атлас світу / голов. ред. І. С. Руденко ; зав. ред. В. В. Радченко ; відп. ред. О. В. Вакуленко. — К. : ДНВП «Картографія», 2005. — 336 с. — ISBN 9666315467.
- Атлас. 7 клас. Географія материків і океанів / Укладачі О. Я. Скуратович, Н. І. Чанцева. — К. : ДНВП «Картографія», 2014.
- Барановська О. В. Фізична географія материків і океанів : навч. посіб. для студентів ВНЗ : [у 2 ч.]. — Н. : Ніжинський державний університет ім. Миколи Гоголя, 2013. — 306 с. — ISBN 978-617-527-106-3.
- Бєлозоров С. Т. Географія материків. — К. : Вища школа, 1971. — 371 с.
- Гілецький Й. Р. Природні ресурси світу : Навч. посібник. — Львів : Світ, 2004. — 304 с. — ISBN 966-603-307-0
- Дубович І. А. |заголовок = Країнознавчий словник-довідник |посилання = |відповідальний = |місце = К. |видавництво = Знання |видання = 5-те вид., перероб. і доп. |рік = 2008 |том = |сторінок = 839 |сторінки = |isbn = 978-966-346-330-8 |ref= Дубович І. А. }}
- Заставецький Ю. С. Регіональна фізична географія світу : Навч. посібник. — Львів : Світ, 2000. — 480 с.
- Кукурудза С. І. Біогеографія : Підручник. — Львів : Вид-во ЛГУ ім. Івана Франка, 2006 — 504 с. — ISBN 966-613-502-7
- Палієнко В. І., Шищенко П. Г., Бойко В. М. Фізична географія світу : Навч. посібник. — К. : КНУ ім.  Т. Шевченка, 2016. — 246 с. — ISBN 978-966-439-918-1
- Панасенко Б. Д. Фізична географія материків : навч. посіб. : в 2 ч. — В. : ЕкоБізнесЦентр, 1999. — 200 с.
- Пузанов І. І. Зоогеографія : Підручник. — Київ—Львів : Рад. школа, 1949. — 504 с.
- Фізична географія материків та океанів : підруч. для студ. вищ. навч. закл. : у 2 т / за ред. П. Г. Шищенка. — К. : Видавництво Київського нац. ун-т ім. Т. Шевченка, 2009. — Т. 1. : Азія. — 643 с. — ISBN 978-966-439-257-7.
- Філіппіни // Гірничий енциклопедичний словник : [у 3-х тт.] / за ред. В. С. Білецького. — Д. : Східний видавничий дім, 2004. — Т. 3. — 752 с. — ISBN 966-7804-78-X.
- Юрківський В. М. Регіональна економічна і соціальна географія. Зарубіжні країни: Підручник. — 2-ге. — К. : Либідь, 2001. — 416 с. — ISBN 966-06-0092-5.

### Англійською
- (англ.) Graham Bateman. The Encyclopedia of World Geography. — Andromeda, 2002. — 288 с. — ISBN 1871869587.

### Російською
- (рос.) Авакян А. Б., Салтанкин В. П., Шарапов В. А. Водохранилища. — М. : Мысль, 1987. — 326 с. — (Природа мира)
- (рос.) Алисов Б. П., Берлин И. А., Михель В. М. Курс климатологии [в 3-х тт.] / под. ред. Е. С. Рубинштейна. — Л. : Гидрометиздат, 1954. — Т. 3. Климаты земного шара. — 320 с.
- (рос.) Апродов В. А. Вулканы. — М. : Мысль, 1982. — 368 с. — (Природа мира)
- (рос.) Апродов В. А. Зоны землетрясений. — М. : Мысль, 2010. — 462 с. — (Природа мира) — ISBN 978-5-244-01122-7.
- (рос.) Букштынов А. Д., Грошев Б. И., Крылов Г. В. Леса. — М. : Мысль, 1981. — 316 с. — (Природа мира)
- (рос.) Власова Т. В. Физическая география материков. С прилегающими частями океанов. Евразия, Северная Америка. — 4-е, перераб. — М. : Просвещение, 1986. — 417 с.
- (рос.) Гвоздецкий Н. А. Карст. — М. : Мысль, 1981. — 214 с. — (Природа мира)
- (рос.) Гвоздецкий Н. А., Голубчиков Ю. Н. Горы. — М. : Мысль, 1987. — 400 с. — (Природа мира)
- (рос.) Географический энциклопедический словарь: географические названия / под. ред. А. Ф. Трёшникова. — 2-е изд., доп. — М. : Советская энциклопедия, 1989. — 585 с. — ISBN 5-85270-057-6.
- (рос.) Дроздов Н. Н., Мяло Е. Г. Биогеография мира : Учебник. — М. : Высшая школа, 1985. — 272 с.
- (рос.) Исаченко А. Г., Шляпников А. А. Ландшафты. — М. : Мысль, 1989. — 504 с. — (Природа мира) — ISBN 5-244-00177-9.
- (рос.) Каплин П. А., Леонтьев О. К., Лукьянова С. А., Никифоров Л. Г. Берега. — М. : Мысль, 1991. — 480 с. — (Природа мира) — ISBN 5-244-00449-2.
- (рос.) Словарь современных географических названий / под общей редакцией акад. В. М. Котлякова. — Екатеринбург : У-Фактория, 2006.
- (рос.) Литвин В. М., Лымарев В. И. Острова. — М. : Мысль, 2010. — 288 с. — (Природа мира) — ISBN 978-5-244-01129-6.
- (рос.) Лобова Е. В., Хабаров А. В. Почвы. — М. : Мысль, 1983. — 304 с. — (Природа мира)
- (рос.) Максаковский В. П. Географическая картина мира. Книга I: Общая характеристика мира. — М. : Дрофа, 2008. — 495 с. — ISBN 978-5-358-05275-8.
- (рос.) Максаковский В. П. Географическая картина мира. Книга II: Региональная характеристика мира. — М. : Дрофа, 2009. — 480 с. — ISBN 978-5-358-06280-1.
- (рос.) Філіппіни // Поспелов Е. М. Топонимический словарь. — М. : АСТ, 2005. — 229 с. — ISBN 5-17-016407-6.
- (рос.) Пфеффер П. Азия. — М. : Прогресс, 1982. — 316 с. — (Континенты, на которых мы живем)
- (рос.) География / под ред. проф. А. П. Горкина. — М. : Росмэн-Пресс, 2006. — 624 с. — (Современная иллюстрированная энциклопедия) — ISBN 5-353-02443-5.
- (рос.) Физико-географический атлас мира. — М. : Академия наук СССР и Главное управление геодезии и картографии ГУГК СССР, 1964. — 298 с.
- (рос.) Энциклопедия стран мира / глав. ред. Н. А. Симония. — М. : НПО «Экономика» РАН, отделение общественных наук, 2004. — 1319 с. — ISBN 5-282-02318-0.